# 神取遺跡
座標: 北緯35度46分30.6秒 東経138度25分53.6秒 / 北緯35.775167度 東経138.431556度
神取遺跡（かんどりいせき）は、山梨県北杜市（旧北巨摩郡明野村下神取字神取）にある遺跡。旧石器時代から縄文時代草創期を中心とし、古墳時代・平安時代の集落を伴う複合遺跡である。縄文時代草創期の出土品45点が1996年（平成8年）5月2日に山梨県指定有形文化財に指定されている。

## 立地と歴史的景観
所在する北杜市明野町は県北西部、茅ヶ岳南麓の西端に位置。旧明野町域の西端にあたる。山麓を南流する塩川左岸の「神取面」と呼ばれる南北に傾斜した河岸段丘上に立地する。標高は480メートル付近。
県北西部地域において、八ヶ岳山麓では湧水が沸き旧石器時代から縄文時代の遺跡が数多く分布するが、対して茅ヶ岳山麓は水利に乏しく遺跡数は乏しい。

## 検出遺構と出土遺物
1992年（平成4年）6月から11月にかけて、県営圃場整備事業に先立つ発掘調査が行われた。
神取遺跡は山梨県内において、それまで空白期であった旧石器時代終末期から縄文草創期の遺跡として知られる。検出遺構から住居跡は確認できないものの、柱跡が見られることから2棟の住居が想定されている。
出土遺物では草創期の土器・石器が見られる。土器類では爪形文土器や表裏縄文土器、隆起線文土器やその土器片があり、東国における草創期の一般的特徴を示している。また、東海地方との交流を示す上ノ山式土器や粕畑式土器（ともに愛知県出土の標識土器）も出土している。
石器では狩猟に用いる槍先形尖頭器が中心で、木葉形が25点で、有茎が4点。石鏃は7点(3点は小形尖頭器か）で、有茎尖頭器と石鏃は少ない傾向にある。ほか掻器や削器が10点、石錐4点、楔形石器1点のほか、県内で唯一の資料となる後期旧石器時代の局部磨製石斧1点、礫器などが見られる。石器石材の大半は珪質頁岩製で、わずかに安山岩製のものも見られる。それらの未完成品や失敗作のほか、同質石材の剥片が1500点以上出土している。石器の使用痕からも、他集落へ石器を供給するための製作場であったと考えられている。
器種の中心は後期旧石器時代以来の大型獣を対象とした投げ槍に用いる狩猟用石器である槍先形尖塔器であるが、石鏃は中型獣を対象とした弓矢に使用する草創期特有の狩猟用石器であり、旧石器から縄文草創期にかけて地球的な温暖化が進行し、植物相の変化により大型獣が現象した環境的変化に適応していく形跡を示している。
神取遺跡に続く遺跡には八ヶ岳山麓地域で旧高根町域に縄文早期の社口遺跡があり、尖塔器は完全に消失している。縄文早期では富士北麓の池之元遺跡や古屋敷遺跡（ともに富士吉田市）があるが、この頃には山岳地域から甲府盆地へも進出し定住生活が開始され、やがて釈迦堂遺跡群などの大規模な集落が出現する。
出土遺物は山梨県指定有形文化財で、北杜市教育委員会（旧明野村教育委員会）に所蔵されている。